# Sepúlveda de la Sierra
Sepúlveda de la Sierra es una localidad de la provincia de Soria, partido judicial de Soria,  Comunidad Autónoma de Castilla y León, España. Es un pueblo de la comarca de Almarza que pertenece al municipio del mismo nombre.

## Demografía
En el año 2000 contaba con 12 habitantes, concentrados en el núcleo principal, pasando a 17 en 2014.

## Historia
El Censo de Pecheros de 1528, en el que no se contaban eclesiásticos, hidalgos y nobles, registraba la existencia 8 pecheros, es decir unidades familiares que pagaban impuestos.
Lugar que durante la Edad Media perteneció a la Comunidad de Villa y Tierra de Soria formando parte del Sexmo de Tera.
A la caída del Antiguo Régimen la localidad se constituye en municipio constitucional, entonces conocido como Sepúlveda en la región de Castilla la Vieja, partido de Soria que en el censo de 1842 contaba con 21 hogares y 82 vecinos.
A mediados del siglo XIX desaparece el municipio porque se integra en Cubo de la Sierra. Desde mediados del siglo XX forma parte del de Almarza.

## Lugares de interés
- Iglesia de Santo Tomás Apóstol, de estilo románico.
- Castro celtibérico del Zarranzano, donde se aprecian dos casas, una circular y la otra de base cuadrangular, superpuestas, así como la muralla del Castro y la bajada artificial hacia el río Tera.

## Fiestas
- Santo Tomás, 23 de septiembre.